# Sulla morte
Sulla morte (noto anche come De morte) è un trattato in quattro libri di Filodemo di Gadara.

## Contesto
Il De Morte di Filodemo è chiaramente indirizzato (a differenza della maggior parte dei suoi trattati più tecnici) a un pubblico misto, comprendente sia epicurei che membri di altre sette filosofiche e non filosofi. È un trattato-discorso epidittico almeno nel senso che mostra ciò che l'epicureismo può fare per combattere la paura della morte e, sebbene sia inflessibile e spietato nella sua insistenza sul fatto che la morte è la fine, è non dogmatico su altri punti che l'epicureismo ha insegnato altrettanto fermamente, e si riferisce ad altri filosofi e persino a personaggi della storia antica che non erano filosofi come esempi eroici di impavidità alla pari degli "eroi" della scuola come Metrodoro ed Epicuro. 
In questo senso, il De Morte è un lavoro importante, e aiuta ad arricchire la nostra comprensione della tanatologia epicurea in particolare e dell'etica in generale, dimostrando che gli epicurei non si accontentavano di tirare fuori alcuni argomenti per tutti gli usi come cure a tutto campo per la paura della morte.

## Contenuto
Quello che abbiamo a nostra disposizione sono parti del quarto e ultimo libro, contenuto nel PHerc. 1050. 
In queste pagine Filodemo considera un'ampia varietà di particolari preoccupazioni che gli uomini hanno riguardo alla morte, includendo le paure di morire senza figli, che i nemici gioiscano per la morte, di morire lontani dalla patria o in mare. In molti casi, l'autore applica semplicemente argomenti epicurei più generali contro la paura della morte al caso in questione, ad esempio osservando che, non esistendo dopo la morte, non saremo più disturbati dall'esultanza dei nostri nemici per la nostra scomparsa. 
In altri casi, Filodemo respinge il particolare timore osservando che non esiste una base razionale per pensare che un tipo di morte sia peggiore di qualsiasi altro. Ad esempio, può sembrare che la morte in mare sia particolarmente spaventosa, ma si potrebbe ugualmente annegare in una vasca da bagno e sapere che il corpo sia divorato dai pesci non è peggio che saperlo consunto da vermi e larve. 
Mentre alcuni di questi argomenti non sono particolarmente innovativi, è significativo che gli epicurei li esaminassero dettagliatamente. Anche se una persona è convinta che la morte non sia un male per lui, può ancora sostenere in modo incoerente, ad esempio, che la morte in mare in particolare è un male, e Filodemo mostra giustamente una precisa attenzione per rintracciare e distruggere tutte queste particolari convinzioni che alimentano la paura della morte. 
Particolarmente interessante è la concessione di Filodemo al fatto che alcune forme della paura della morte sono naturali e che anche una persona ragionevole possa soffrirne. Uno dei maggiori argomenti del trattato è la paura della morte prematura, a cui la risposta primaria di Filodemo attinge da dottrine epicuree attestate altrove. Gli epicurei sostengono che si dovrebbe desiderare di avere a vita piacevole, non solo lunga. Inoltre, gli epicurei insistono sulla pace della mente e la mancanza di sofferenza fisica come limiti del piacereː la persona saggia raggiunge la pace della mente riconoscendo i limiti naturali dei suoi desideri e liberandosi dalle paure superstiziose e, una volta raggiunto questo stato, più tempo non aumenta il suo piacere. Il risultato è che la persona saggia non ha bisogno di tempo aggiuntivo perché la sua vita sia completa, e quindi non ha nulla da perdere morendo prima piuttosto che dopo.
Ma Filodemo ammette che vivere più a lungo può essere vantaggioso, dandoci il tempo per essere in grado di sviluppare le virtù e acquisire la saggezza, in modo che si possa poi vivere bene e piacevolmente e ammette che un giovane che progredisce in filosofia e in saggezza sarebbe ferito dal dolore della prospettiva di essere portato via prima di averla raggiunta completamente. Quindi Filodemo sembra ammettere che la morte può essere un male per chi muore almeno nel caso di qualcuno che altrimenti avrebbe raggiunto la saggezza e le altre virtù che gli epicurei ritengono necessarie e sufficienti per la felicità, poiché la morte rende la vita di quella persona peggiore di quanto sarebbe stata altrimenti. E poiché è razionale temere qualcosa se e solo se ti fa male, temere la morte in questo caso è razionale.
Nel finale, grandioso e solenne, del trattato Filodemo afferma alcuni temi che saranno stati sviluppati anche nei libri non pervenuti: la nostra vulnerabilità alla morte, il carattere effimero dell'esistenza umana, la contemplazione quotidiana della morte stessa da parte del saggio, la sua disponibilità a morire in qualsiasi momento, ma anche la sua suprema capacità di godersi la vita. Conclude, infatti, dicendoː
(Co. 39, 15 - trad. A. D'Andria)